# Château de la Bonnelière
Le château de la Bonnelière est un château situé sur la commune de Saint-Michel-Mont-Mercure, dans le canton de Pouzauges en Vendée.

## Historique
Les façades et toitures du château sont inscrites au titre des monuments historiques en 1972.